# Alternanthera suessenguthii
Alternanthera suessenguthii är en amarantväxtart som beskrevs av Guillermo Covas. Alternanthera suessenguthii ingår i släktet alternanter, och familjen amarantväxter. Inga underarter finns listade i Catalogue of Life.